# Rosalie Olsson
Rosalie Olsson, född 27 oktober 1917 i Mora död 11 juli 1995 i Lillåhem Orsa, var en svensk målare och grafiker. 
Olsson studerade konst för Tore Hultcrantz och Åke Pernby samt under studieresor i Frankrike. 
Hon har bland annat deltagit i konstutställningar anordnanade av Rättviks konstförening. Olssons produktion består framför allt av landskapsmotiv.